# Krimski Kanat
Krimski Kanat (krim. Qırım Hanlığı, قريم خانلغى‎, rus. Крымское ханство, ukr. Кримське ханство, tur. Kırım Hanlığı) bila je država Krimskih Tatara od 1441. do 1784. godine. Krimski Kanat je najduže preživio nakon raspada Zlatne Horde.

## Rani vladari
Zlatna Horda se raspala 1440-ih jer je bila rastrzana građanskim ratovima. Tada je osnovano više kanata, a jedan od njih je bio Krimski Kanat, koji je osnovan 1441. godine. Osnivač je bio kan Hadži Geraj (Haci Giray). Kanat je obuhvaćao:
- poluotok Krim (izuzev južnog i jugozapadnog dijela i luka, koje je nadzirala Genova)
- stepe južne Rusije i Ukrajine.

Nakon smrti Hadži Geraja uslijedila je borba za vlast njegovih sinova. U taj sukob se umiješalo Osmansko Carstvo, pa su postavili Menlija Geraja za kana. Osmansko Carstvo je 1475. zauzelo kneževinu Teodoro i tri đenoveške kolonije. Od tada je kanat pod protektoratom Osmanskog Carstva. Obala Krima je postala osmanska provincija (sandžak), a ostatkom Krima i sjevernim stepama upravljali su kanovi.
Sultani su se odnosili prema kanovima više kao saveznicima, a ne podanicima. Kanove nisu birali u Carigradu, nego su samo odobravali postavljanje novog kana. Turci su priznavali legitimnost kanova po stepama kao potomke Džingis-kana. Kanovi su vodili svoju vlastitu vanjsku politiku, koja se znala razlikovati od politike Osmanskog Carstva. Odnosi između kana i sultana su bili predmet diplomatskih odnosa. Kanovi su kovali vlastiti novac i njihovo ime se spominjalo na molitvama petkom, a to su bila dva značajna elementa suverenosti. Nisu plaćali danak Osmanskom Carstvu, nego je Osmansko Carstvo njima plaćalo za usluge tokom ratnih pohoda.
Savez krimskih Tatara i Osmanskog carstva je bio sličan savezu Poljske i Litve po značaju i trajnosti. Krimska konjica je postala nužna Turcima prilikom pohoda u Europi (Poljska i Ugarska) i Aziji (Perzija). Krimski Tatari su postali ovisni o plijenu, pa kada je počelo lagano nazadovanje Osmanskog carstva plijen se smanjio, pa je i Krimski Kanat nazadovao.
Menli Geraj je 1502. pobijedio posljednjeg kana Velike Horde i tada je Horda prestala polagati prava na Krim. U 16. stoljeću, Krimski Kanat je polagao pravo kao nasljednik Zlatne Horde, odnosno polagao je pravo na teritorije drugih kanata nasljednika Zlatne Horde, a posebno na Kazanjski Kanat i na Astrahanski Kanat. Rivalstvo kanata omogućilo je Velikoj Kneževini Moskvi, a kasnije Moskovskoj Rusiji postati dominantna sila u regiji.

## Politički i ekonomski sustav
Giraji vode podrijetlo od Džingis-kana i takvo plemenito podrijetlo omogućilo im je potvrđivanje. Prema tradiciji stepe, vladar je legitiman samo ako može dokazati podrijetlo od Džingis-kana. Krimski Kanat nije slijedio osmansku ideologiju i sustav vlasti, nego je slijedio tradiciju horde. Kan je vladao uz pomoć plemićkih porodica begova. Nogaji su pripadali Astrahanskom Kanatu do njegova pada 1556. i tada su postali značajni u Krimskom Kanatu.
Teritorij kanata je bio podijeljen među begovima, a ispod begova su bili mirze i plemićke obitelji. Odnos seljaka i stočara prema mirzama nije bio feudalan. Bili su slobodni, a islamski zakon ih je štitio od gubitka tih prava. Zemlja se zajednički obrađivala, a porez se razrezivao po selu. Porez je predstavljao desetinu poljoprivrednog proizvoda ili dvanaesti dio stoke. Za vrijeme posljednjeg kana izvršena je reforma prema turskom modelu.
Krimski zakon je bio baziran na tatarskom zakonu, islamskom zakonu i nešto stvari iz turskih zakona. Muftija je bio glavni svećenik, koga je biralo lokalno svećenstvo. Muftijina uprava kontrolirala je veliku crkvenu zemlju. Osmanski sultan je postavljao kadijaaskera, koji je kontrolirao kanatske sudske jedinice, kojima su upravljale kadije. Kadije su teoretski ovisile o kadijaaskeru, ali praktički su ovisile o kanu i vođama klanova.
Vjerske manjine (Grci, Armenci, Krimski Goti, Čerkezi, Đenovežani, Krimski Karaiti i Židovi) živile su u gradovima i naseljima, često u odvojenim četvrtima. Imali su vlastite vjerske i sudske institucije.Nadzirali su financije i trgovinu, a plaćali su porez kao naknadu za nesluženje u vojsci. Nema dokaza da je bilo neke diskriminacije. Živjeli su kao krimski Tatari i govorili su njihov jezik.
Nomadski Tatari bili su stočari. Krim je imao značajne trgovačke luke, kojima je roba išla preko Puta svile i izvozila se u Osmansko Carstvo i Europu. Krimski Kanat je imao mnoštvo životopisnih gradova s karavanserajima, hanovima, trgovačkim četvrtima, mlinovima.Krimski Tatari su sudjelovali u trgovini, poljoprivredi i zanatima. Na Krimu se proizvodilo mnogo vina, duhana i voća. Tepisi su se izvozili u Poljsku, a noževi su bili među najboljima na Kavkazu. Međutim ipak najveći izvor prihoda je bio ratni plijen.

## Zlatno doba
Krimski Kanat je bio jedna od najvećih sila u Istočnoj Europi do 18. stoljeća. Igrao je bitnu ulogu u obrani granica muslimanskog svijeta protiv Moskovskog Carstva i Poljsko-Litavske Unije. U procesu koji se zvao "žetva stepe" porobljavali su mnoge slavenske seljake i uzimali ratni plijen, od čega bi kanu pripadao dio od 10 do 20%. Ponekad je pohode predvodio kan, a mnogo puta su bili pojedinačni pohodi, od kojih je mnogo bilo i protiv volje kana.
Sve do početka 18. stoljeća kanat je bio uključen u veliku trgovinu robljem u Osmanskom Carstvu i Bliskom istoku. Kefe je bila najpoznatija luka za trgovinu robovima. Postoje istraživači koji procjenjuju da je oko 3.000.000 ljudi bilo odvedeno u roblje za vrijeme Krimskog Kanata. Jedan od najpoznatijih žrtava bila je Rokselana, koja je postala supruga Sulejmana Veličanstvenog. Konstantna opasnost od Tatara dovela je do stvaranja kozaka.
Krimski Tatari obično su napadali duž voda. Njihov glavni put prema Moskvi je bio od Perekopa do Tule. Kada bi zašli dovoljno duboko, oko 100 do 200 kilometara u teritorij okrenuli bi se i krenuli u pljačku i hvatanje robova. Rusi su mobilizirali do 65.000 vojnika u proljeće, što je bilo teško opterećenje za državu. Obala rijeke Oke blizu Moskve je bila posljednja linija obrane. Kozaci i mladi plemići bi organizirali straže kako bi saznali za kretanje Tatara u stepi.
Krimski Kanat je imao i nekoliko puta saveze s Poljsko-Litavskom Unijom ili s kozacima iz Poljske-Litavske Unije protiv Moskovskog Carstva. Područje oko koga se ratovalo bilo je jako značajno za Ruse, jer je bilo plodnije područje na blažoj klimi.
S nazadovanjem Osmanskog Carstva i promjenom odnosa snaga u Europi započelo je i nazadivanje Krimskog Kanata. Iz osmanskih pohoda su se vraćali bez plijena praznih ruku, a tatarska konjica je imala velike gubitke kako su moderne europske vojske imale sve više jačih topova. Pri kraju 17. stoljeća Moskovsko Carstvo postalo je presnažno za Krimske Tatare, pa više nisu mogli pljačkati kao nekad. Nisu mogli izvoditi pljačkaške pohode u Rusiji i Ukrajini. Ekonomske nevolje su dovele i do unutrašnje borbe za vlast. Pri kraju kanata i Nogaji su prestali podržavati kana.
U prvoj polovini 17. stoljeća Kalmici su osnovali Kalmički Kanat na donjoj Volgi i počeli su ratovati protiv Krimskog Kanata i Nogaja. Kalmički Kanat je postao ruska vazalna država i sudjelovao je u ruskim pohodima 17. i 18. stoljeća s do 40.000 konjanika.
Ujedinjene ruske i ukrajinske snage napadale su u krimskim pohodima 1687. do 1689. i u Rusko-turskom ratu (1735. – 1739.). Rusi su tada uspjeli zauzeti dijelove Krima.
Za vrijeme posljednjeg kana Rusi su imali već veliki utjecaj u kanatu, a u kanatu je izbio građanski rat. Katarina Velika se umiješala u građanski rat 1783. i anektirala Krim Rusiji.

## Vanjske poveznice
|  | Zajednički poslužitelj ima još gradiva o temi Krimski Kanat |